# Walt Budko
Walter L. "Walt" Budko Jr. (Brooklyn, Nueva York, 30 de julio de 1925-Timonium, Maryland, 25 de mayo de 2013) fue un jugador y entrenador de baloncesto estadounidense que jugó 4 temporadas en la NBA. Con 1,96 metros de altura, lo hacía en la posición de ala-pívot.

## Trayectoria deportiva

### Universidad
Comenzó su carrera universitaria en 1942, en las filas de los Lions de la Universidad de Columbia. En su primera temporada batió el hasta entonces récord de anotación de un jugador en un solo año, logrando 251 puntos en 18 partidos. Ese año jugó un sorprendente total de 706 minutos de los 720 posibles en toda la temporada. Tras su segundo año, ingresó en la Armada de los Estados Unidos, estando destinado en el Pacífico durante 15 meses en la Segunda Guerra Mundial. A su regreso, y recién casado, terminó los dos años de carrera que le quedaban en la universidad. En la temporada 1946-47 volvió a batir el récord de anotación de los Lions, consiguiendo 315 puntos en 20 partidos. En sus cuatro temporadas fue incluido en el mejor quinteto de la Ivy League.

### Profesional
Fue elegido en la sexta posición del Draft de la BAA de 1948 por Baltimore Bullets, donde en su primera temporada fue el tercer mejor anotador de su equipo, por detrás de Connie Simmons y Jake Pelkington, promediando 11,5 puntos por partido.
Jugó dos temporadas más en los Bullets, en la última de ellas haciendo de jugador-entrenador interino durante 29 partidos, antes de ser traspasado a Philadelphia Warriors, donde jugó su última temporada como profesional. En el total de su carrera promedió 11,5 puntos y 1,7 asistencias por partido.

#### Estadísticas en la BAA y NBA

##### Temporada regular
| Temporada | Edad | Equipo                | Liga  | P   | TIT | MIN  | TC  | TCA  | %TC  | 3P | 3PA | %3P | TL  | TLA | %TL  | R.OF. | R.DEF. | REB | ASIS | ROB | TAP | PER | FP  | PTS  |
| 1948-49   | 23   | Baltimore Bullets     | BAA   | 60  |     |      | 3.7 | 10.7 | .348 |    |     |     | 4.1 | 5.2 | .790 |       |        |     | 1.7  |     |     |     | 3.4 | 11.5 |
| 1949-50   | 24   | Baltimore Bullets     | NBA   | 66  |     |      | 3.0 | 9.9  | .304 |    |     |     | 3.0 | 4.0 | .757 |       |        |     | 2.2  |     |     |     | 3.9 | 9.0  |
| 1950-51   | 25   | Baltimore Bullets     | NBA   | 64  |     |      | 2.6 | 7.3  | .356 |    |     |     | 2.6 | 3.5 | .744 |       |        | 7.1 | 2.1  |     |     |     | 3.2 | 7.8  |
| 1951-52   | 26   | Philadelphia Warriors | NBA   | 63  |     | 17.9 | 1.5 | 3.8  | .404 |    |     |     | 1.0 | 1.4 | .674 |       |        | 3.7 | 1.4  |     |     |     | 3.1 | 4.0  |
| Total     |      |                       | TOTAL | 253 |     | 17.9 | 2.7 | 7.9  | .342 |    |     |     | 2.6 | 3.5 | .757 |       |        | 5.4 | 1.9  |     |     |     | 3.4 | 8.1  |
|           |      |                       | NBA   | 193 |     | 17.9 | 2.4 | 7.0  | .339 |    |     |     | 2.2 | 3.0 | .739 |       |        | 5.4 | 1.9  |     |     |     | 3.4 | 7.0  |
|           |      |                       | BAA   | 60  |     |      | 3.7 | 10.7 | .348 |    |     |     | 4.1 | 5.2 | .790 |       |        |     | 1.7  |     |     |     | 3.4 | 11.5 |

##### Playoffs
| Temporada | Edad | Equipo                | Liga  | P | MIN | TCA | TC | 3PA | 3P | TLA | TL | R.OF. | REB | ASIS | ROB | TAP | PER | FP | PTS | %TC  | %3P | %FT  | MIN  | PTS  | REB | AST |
| 1948-49   | 23   | Baltimore Bullets     | BAA   | 3 |     | 11  | 26 |     |    | 15  | 19 |       |     | 4    |     |     |     | 16 | 37  | .423 |     | .789 |      | 12.3 |     | 1.3 |
| 1951-52   | 26   | Philadelphia Warriors | NBA   | 3 | 58  | 6   | 14 |     |    | 4   | 7  |       | 12  | 5    |     |     |     | 11 | 16  | .429 |     | .571 | 19.3 | 5.3  | 4.0 | 1.7 |
| Total     |      |                       | TOTAL | 6 | 58  | 17  | 40 |     |    | 19  | 26 |       | 12  | 9    |     |     |     | 27 | 53  | .425 |     | .731 | 19.3 | 8.8  | 4.0 | 1.5 |
|           |      |                       | NBA   | 3 | 58  | 6   | 14 |     |    | 4   | 7  |       | 12  | 5    |     |     |     | 11 | 16  | .429 |     | .571 | 19.3 | 5.3  | 4.0 | 1.7 |
|           |      |                       | BAA   | 3 |     | 11  | 26 |     |    | 15  | 19 |       |     | 4    |     |     |     | 16 | 37  | .423 |     | .789 |      | 12.3 |     | 1.3 |